# Jörgen Wålemark
Jörgen Wålemark est un footballeur suédois né le 3 avril 1972. Il évoluait au poste d'attaquant. Il s'est désormais reconverti entraîneur.